# Encyclopædia Britannica Online
Encyclopædia Britannica Online est le site web de l'Encyclopædia Britannica, Inc. et de son Encyclopædia Britannica.

## Contenu et histoire
Le site contient plus de 120 000 articles mis à jour régulièrement,. Il propose des rubriques quotidiennes, des mises à jour et des liens vers des reportages du New York Times et de la BBC. L'édition 2010 de l'Encyclopædia Britannica était la dernière version imprimée et a été vendue jusqu'à épuisement des stocks en 2012. À partir de 2019, le prix d'un abonnement annuel est indiqué sur leur site web à 74,95 $, ou 1,44 $ par semaine.
Environ 60% des revenus de l'Encyclopædia Britannica proviennent d'opérations en ligne, dont environ 15 % proviennent des abonnements à la version grand public du site. Les abonnements sont disponibles sur une base annuelle, mensuelle ou hebdomadaire. Des formules d'abonnement spécifiques sont proposés aux écoles, collèges et bibliothèques; ces abonnés institutionnels constituent une part importante des activités de Britannica. Depuis le début de l'année 2007, la Britannica met gratuitement à disposition des articles s'ils sont liés par un hyperlien à un site externe. Les non-abonnés reçoivent des fenêtres intruses et de la publicité.
Le 3 juin 2008, une initiative visant à faciliter la collaboration entre contributeurs universitaires experts et amateurs en ligne pour le contenu en ligne de Britannica (dans l'esprit d'un wiki), sous la supervision éditoriale du personnel de Britannica, a été annoncée,. Les contributions approuvées seraient créditées bien que la contribution accorde automatiquement à l'Encyclopædia Britannica, Inc. une licence perpétuelle et irrévocable pour ces contributions.
Le 22 janvier 2009, le président de Britannica, Jorge Cauz (en), a annoncé que la société accepterait des modifications et des ajouts du public au site web Britannica. L'édition imprimée de l'encyclopédie n'a pas été affectée par les modifications. Les personnes souhaitant modifier le site Web de Britannica devront s'inscrire sous leur vrai nom et adresse avant de modifier ou de soumettre leur contenu. Toutes les modifications soumises seront examinées et vérifiées et devront être approuvées par le personnel professionnel de l'encyclopédie. Les contributions d'utilisateurs non universitaires figureront dans une section distincte du contenu généré par des experts Britannica comme le contenu soumis par des universitaires non Britannica. Les articles rédigés par les utilisateurs, s'ils sont vérifiés et approuvés, ne seront également disponibles que dans une section spéciale du site web, séparée des articles professionnels,. Le matériel officiel de Britannica portera un cachet « Britannica Checked », pour le distinguer du contenu généré par l'utilisateur.